# 大木大川バイパス

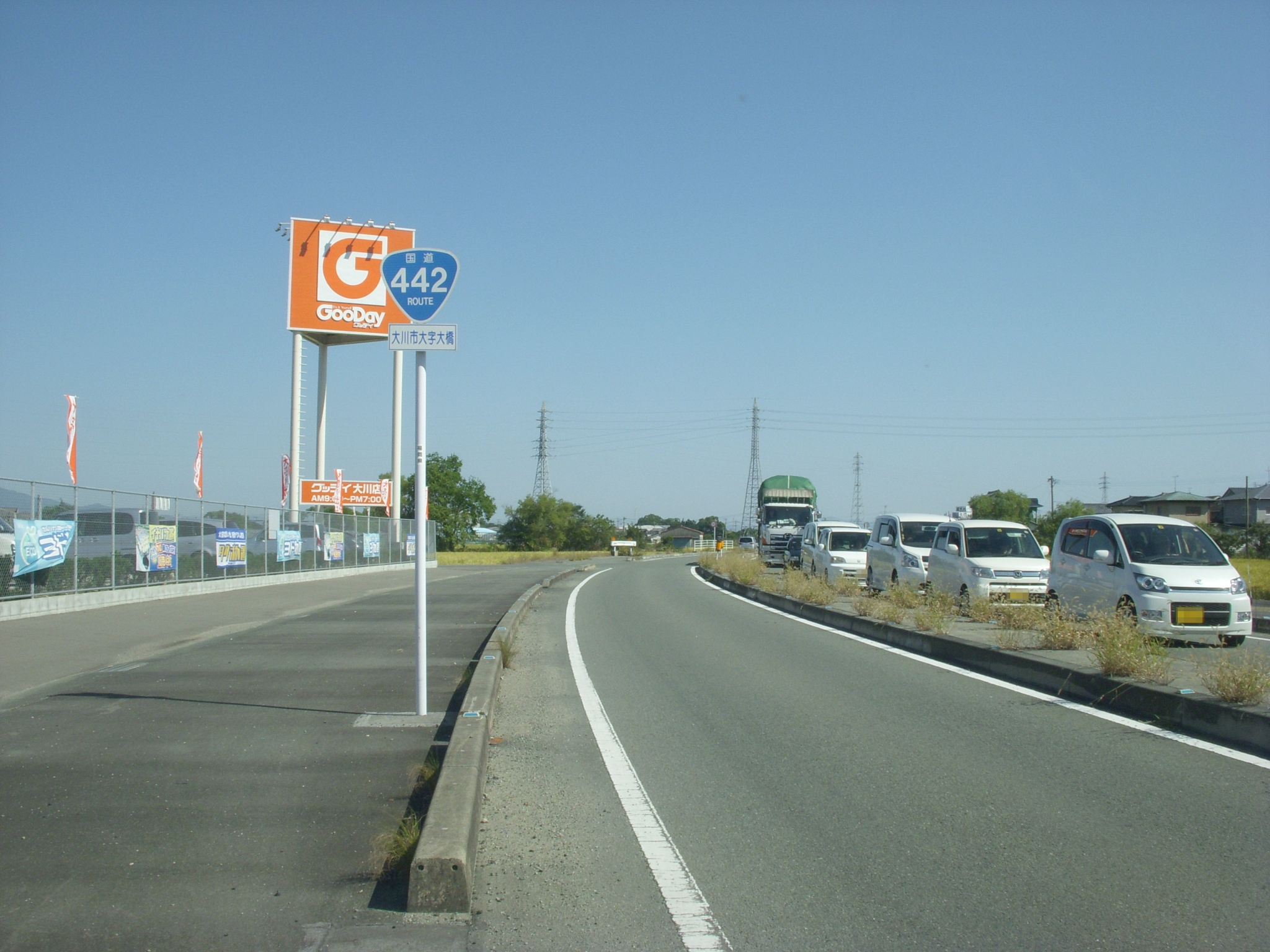
大木大川バイパス（福岡県大川市）

大木大川バイパス（おおきおおかわバイパス）は、福岡県三潴郡大木町と福岡県大川市を結ぶ国道442号のバイパスである。

## 概要
長らく、一部区間のみの開通にとどまっていたが、2008年3月末に暫定2車線の形で全線開通した。八女市納楚から八女筑後バイパス、筑後バイパス、大木大川バイパスと連続接続する計画であり、現在は八女筑後バイパスと国道3号との交点から当バイパスまでの区間が結ばれている。
八女筑後バイパスは4車線化が完了しており、筑後バイパスも2019年度（令和元年度）から4車線化が事業中であり、残る大木大川バイパスについても2021年度（令和3年度）に全線の4車線化が事業化された。

### 路線データ
- 起点：福岡県三潴郡大木町大字福土
- 終点：福岡県大川市大字大橋
- 延長：6,440 m
- 規格：第3種第3級
- 道路幅員：10.5m
- 車線数：4車線（暫定2車線）
- 車線幅員：7.0 m
- 設計速度：60 km/h

## 地理

### 接続路線
- 国道442号筑後バイパス
- 福岡県道711号江島筑後線
- 福岡県道83号大和城島線（蛭池交差点）
- 福岡県道23号久留米柳川線（立体交差）
- 福岡県道702号柳川城島線（中八院交差点）
- 国道385号（木室コミセン北交差点）
- 国道442号（入道橋東交差点）

### 周辺情報
- 山ノ井川
- イオン大木ショッピングセンター
- 西鉄天神大牟田線
- 道の駅おおき
- 大川木材団地

## その他
- 三潴郡大木町には西鉄天神大牟田線をまたぐ橋梁が1988年の初め頃に早い段階で建設され、長らくの間未開通のまま放置されていたが、2008年3月末にようやく開通した。なお、同時期に大川市では国道442号現道との接続もできるようになった。